# Tomata del Perelló
La Tomata del Perelló és aquella que es cultiva al Perelló (Ribera Baixa). Agrupa a 84 productors amb una producció pels volts dels dos milions de quilos. Una de les característiques és que es planten en arena de platja.
La producció tomatera al Perelló es duu a terme entre maig i agost, i comprén les varietats valenciana, raf, cherry bombó, rosa i tomata de pera.
Ha esdevingut un símbol del Perelló, que organitza una fira dedicada al vegetal des de la dècada del 2010.